# Виноград (род)
Виногра́д (лат. Vítis) — род растений семейства Виноградовые. Включает примерно 60-80 видов, которые разделяются по происхождению на три группы — европейско-азиатскую, восточноазиатскую и североамериканскую. 20 видов введены в культуру и используются человеком в пищу, в качестве декоративного элемента, для производства виноградного сока, вина и изюма.
Зрелые ягоды всех одомашненных видов винограда бродят после измельчения, и большинство можно есть свежими или сушить. Но именно виноградные ягоды — плоды винограда культурного (Vitis vinifera) — используются для производства большинства вин. Побеги винограда называются виноградной лозой.

## Ботаническое описание

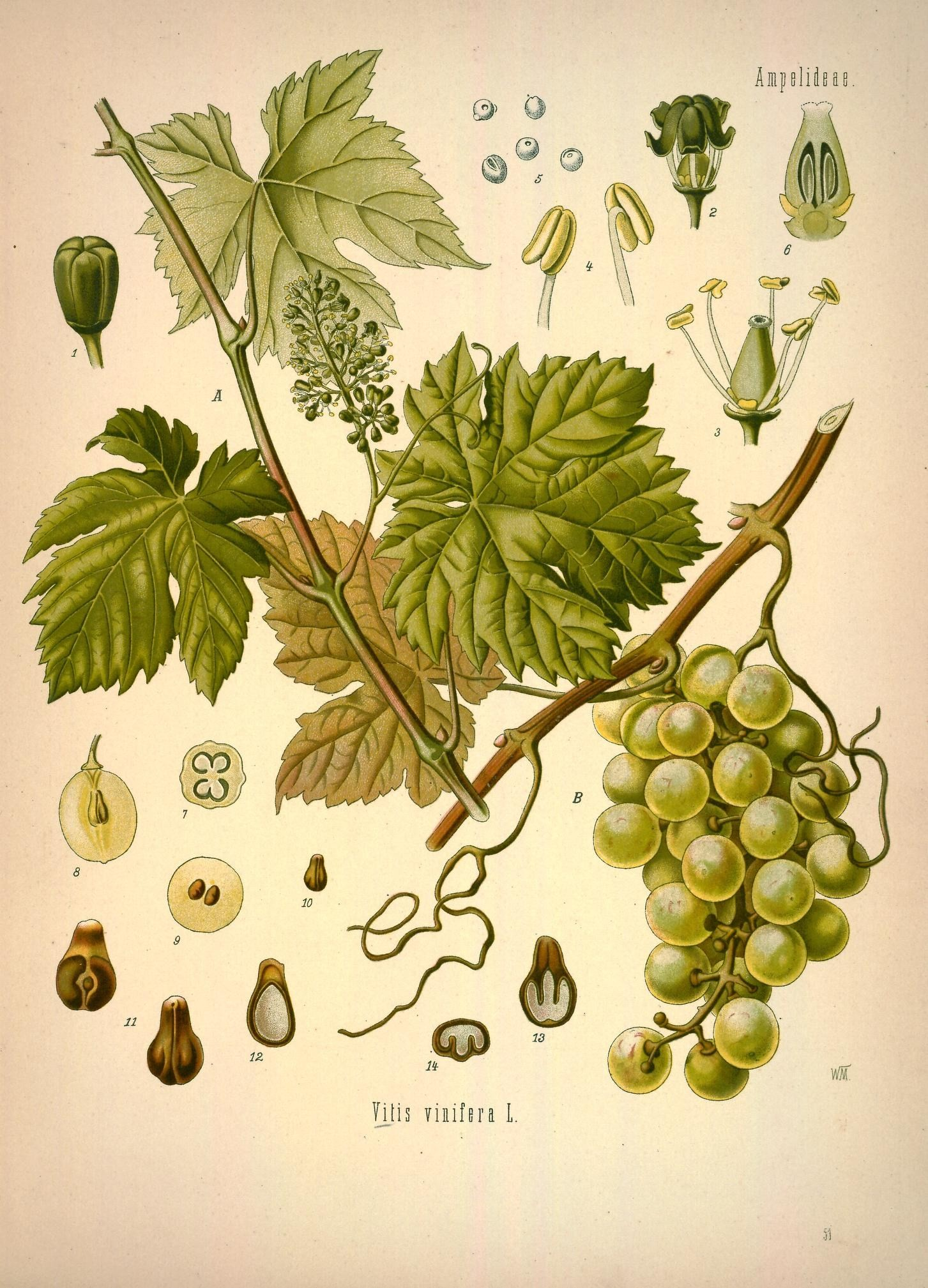
Vitis vinifera. Ботаническая иллюстрация

Деревянистые лианы с мощной корневой системой. Образуют длинные (3—5 м) однолетние побеги, тонкие, с жёлто-коричневой сердцевиной, утолщённые на узлах. В каждом узле побега прорастают листья, в чьих пазухах находятся пасынковые и зимующие почки. На верхних узлах образуются усики (изменённые побеги) для прикрепления к опоре, ниже расположены соцветия.
Листья цельные или трёх- и пяти-лопастные, очерёдные. Цветки мелкие, зелёные и собраны в метёлки, у диких видов женские или мужские, у культивированных обоеполые или женские, нуждающиеся в перекрёстном опылении.
Плоды в виде ягод с 1-4 семенами и хорошо развитым околоплодником, у разных видов сильно отличаются. Ягоды образуют скопление (кисти, грозди) отличающиеся по многим параметрам у разных видов. Семена твёрдые и имеют грушевидную форму, с клювиком.
Продолжительность жизни может достигать 50—300 лет.

## Ботаническая классификация
Род Vitis представлен 78 видами и делится на два подрода: Euvitis Planch и Muscadinia Planch. В подрод Euvitis входит 75 видов, которые с учётом ареалов их происхождения и распространения, а также по совокупности ботанических и морфолого-анатомических признаков и свойств делятся на 3 группы:
- европейско-азиатскую;
- северо-американскую;
- восточно-азиатскую.

Н. И. Вавилов определил следующие основные центры происхождения винограда и введения его в культуру:
- среднеазиатский, охватывающий Северо-Западную Индию, Афганистан, Таджикистан, Узбекистан, Западный Тянь-Шань;
- переднеазиатский, охватывающий внутреннюю Малую Азию, Закавказье, Иран и горную часть Туркменистана. В этом регионе виноград представлен огромным разнообразием культурных и диких форм.

К европейско-азиатской группе относят один вид: Vitis vinifera L., который включает в себя подвиды Vitis vinifera subsp. sativa (виноград культурный), давший огромное количество культурных сортов, и Vitis vinifera subsp. silvestris (виноград лесной).
А. М. Негруль разработал, с учётом особенностей морфологических и биологических признаков культурных сортов, классификацию сортов винограда вида Vitis vinifera L., в которой все культивируемые сорта разделены на три эколого-географические группы:
- восточная группа Vitis vinifera convar. orientalis Negr.
- западноевропейская группа Vitis vinifera convar. occidentalis Negr.
- побережья Чёрного моря Vitis vinifera convar. pontica Negr.

Американскую группу составляют 28 видов. В виноградарстве эти лозы широко используют в качестве подвоя. Среди них наиболее известны Vitis rupestris, Vitis riparia и Vitis labrusca. Последний является родоначальником большинства североамериканских сортов винограда с характерным земляничным ароматом, который называют «изабельный» или «лисий» (культивирование с середины XVII века).
Восточно-азиатская группа объединяет 44 вида, на сегодняшний день мало изученных. Наиболее известный и распространённый из них — амурский виноград (Vitis amurensis). В свою очередь, амурский виноград делят на три экотипа: северный экотип (произрастает на широте Хабаровска), южный экотип (произрастает на широте Владивостока) и китайский экотип (распространён в южных районах Китая).

### Список видов
- Vitis acerifolia Raf.
- Vitis adenoclada Hand.-Mazz.
- Vitis aestivalis Michx.
- Vitis amurensis Rupr. — Виноград амурский
- Vitis arizonica Engelm.
- Vitis balansana Planch.
- Vitis barbata Wall.
- Vitis bashanica P.C.He
- Vitis bellula (Rehder) W.T.Wang
- Vitis betulifolia Diels & Gilg
- Vitis biformis Rose
- Vitis blancoi Munson
- Vitis bloodworthiana Comeaux
- Vitis bourgaeana Planch.
- Vitis bryoniifolia Bunge
- Vitis californica Benth.
- Vitis chunganensis Hu
- Vitis chungii F.P.Metcalf

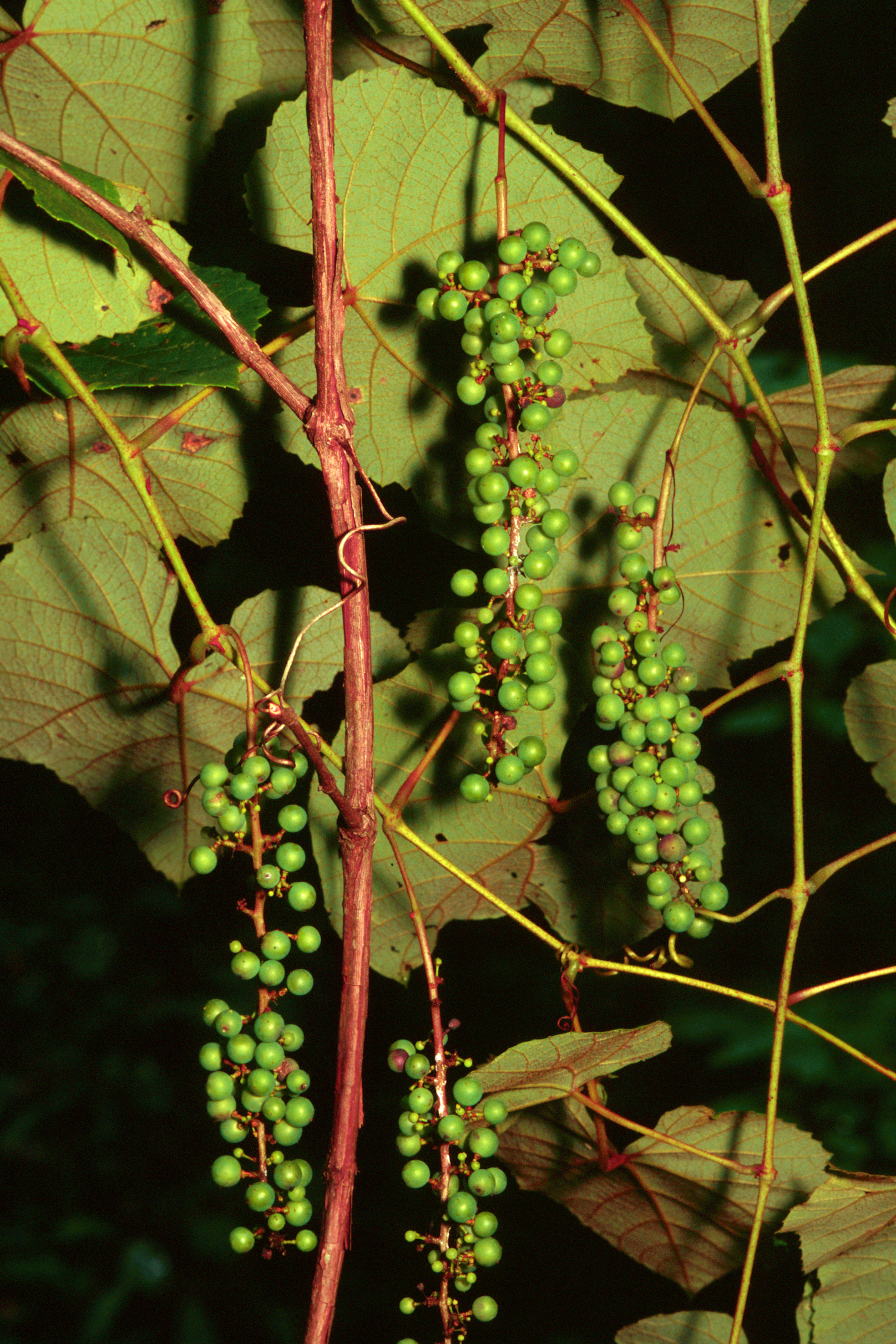
Vitis aestivalis

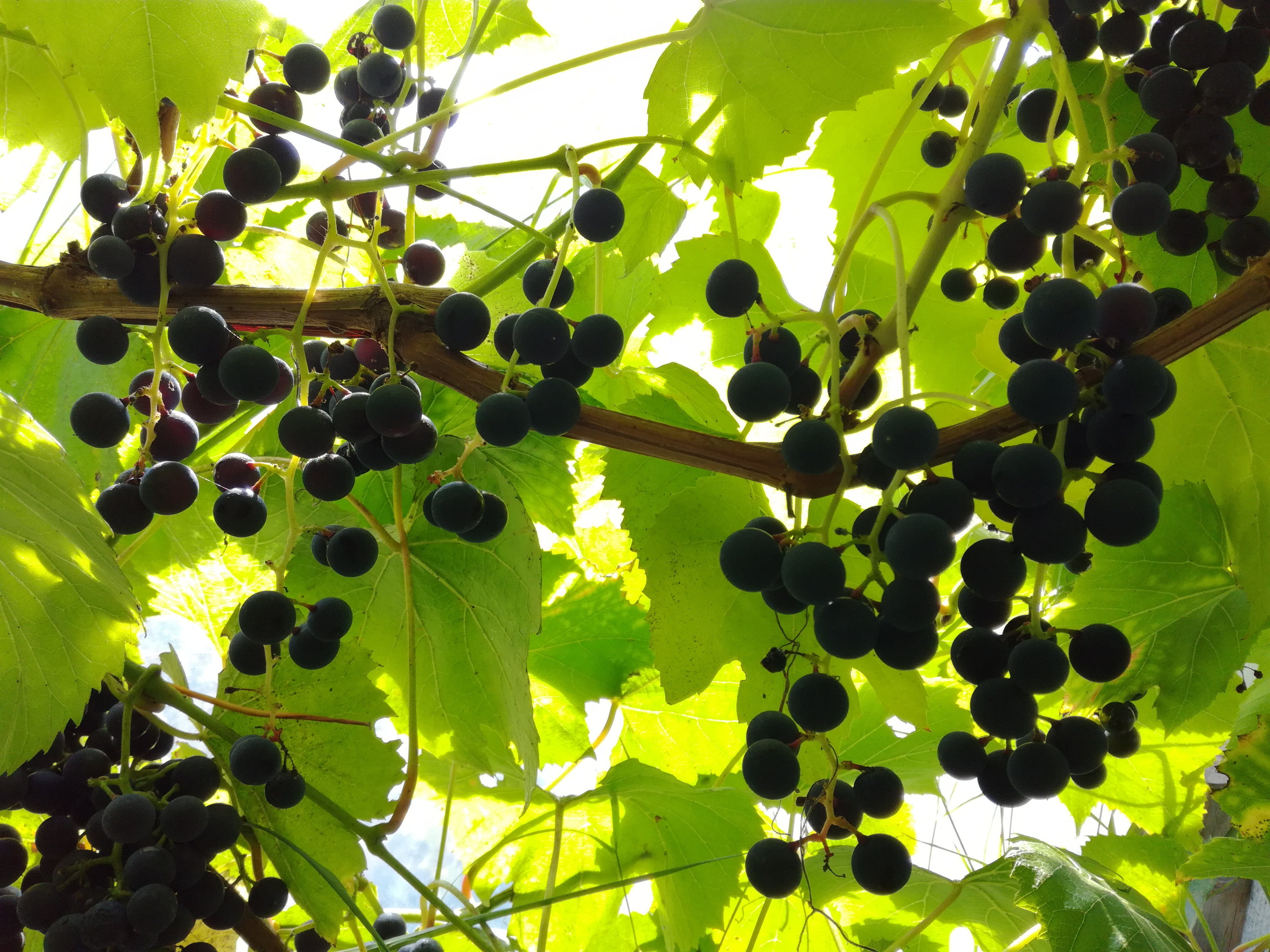
Vitis amurensis

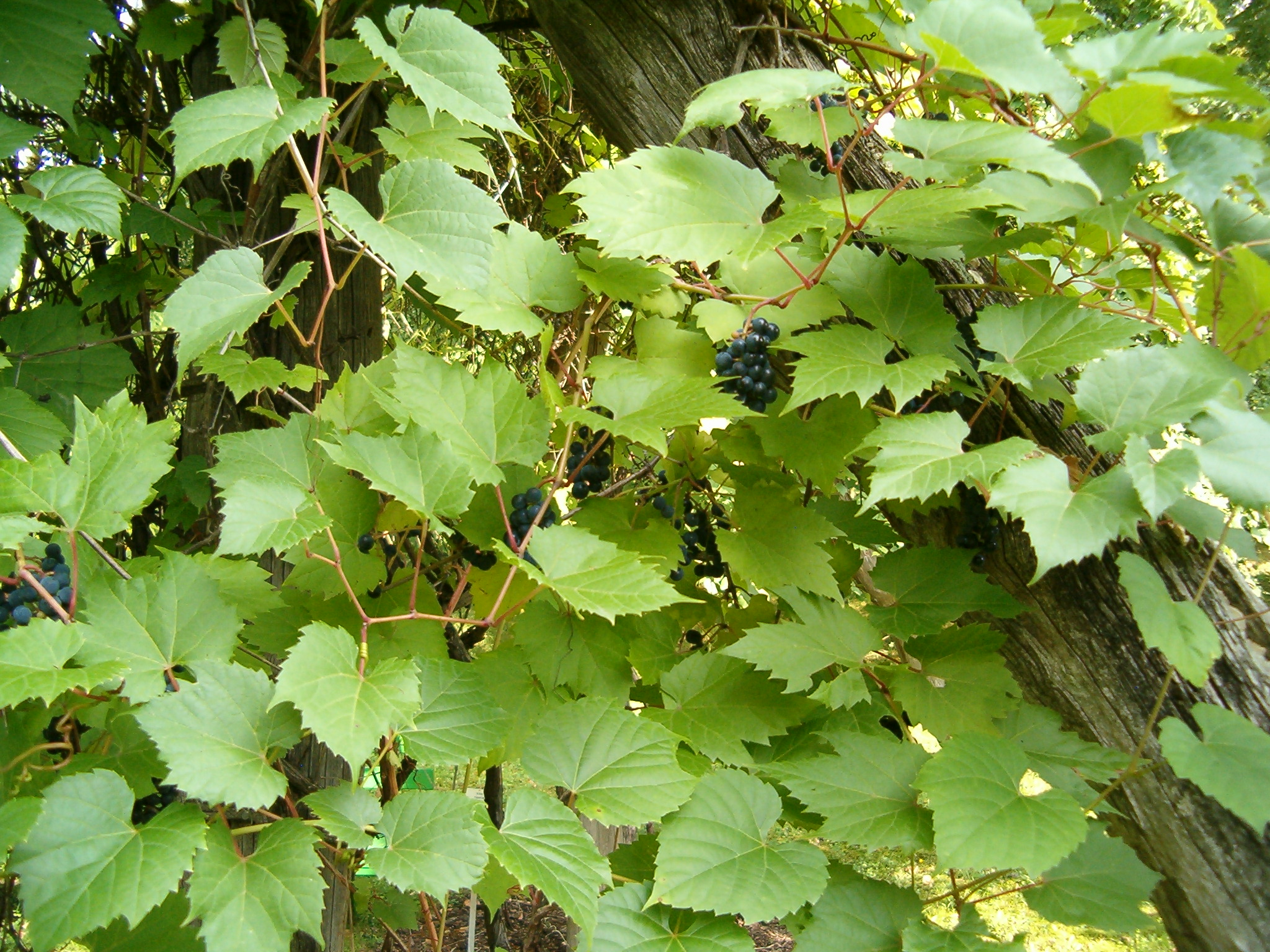
Vitis riparia

- Vitis cinerea (Engelm.) Engelm. ex Millardet
- Vitis coignetiae Pulliat ex Planch. — Виноград Куанье, или Виноград японский
- Vitis davidii (Rom.Caill.) Foëx
- Vitis erythrophylla W.T.Wang
- Vitis fengqinensis C.L.Li
- Vitis ficifolia Bunge
- Vitis flexuosa Thunb.
- Vitis girdiana Munson
- Vitis hancockii Hance
- Vitis heyneana Schult.
- Vitis hissarica Vassilcz.
- Vitis hui W.C.Cheng
- Vitis jacquemontii R.Parker
- Vitis jaegeriana Comeaux
- Vitis jinggangensis W.T.Wang
- Vitis labrusca L.
- Vitis lanceolatifoliosa C.L.Li
- Vitis longquanensis P.L.Chiu
- Vitis luochengensis W.T.Wang
- Vitis menghaiensis C.L.Li
- Vitis mengziensis C.L.Li
- Vitis monticola Buckley
- Vitis mustangensis Buckley
- Vitis nesbittiana Comeaux
- Vitis palmata Vahl
- Vitis pedicellata M.A.Lawson
- Vitis peninsularis M.E.Jones
- Vitis piasezkii Maxim.
- Vitis pilosonerva F.P.Metcalf
- Vitis popenoei J.H.Fennel
- Vitis pseudoreticulata W.T.Wang
- Vitis retordii Rom.Caill. ex Planch.
- Vitis riparia Michx.
- Vitis romanetii Rom.Caill.
- Vitis rotundifolia Michx.
- Vitis rupestris Scheele
- Vitis ruyuanensis C.L.Li
- Vitis shenxiensis C.L.Li
- Vitis shuttleworthii House
- Vitis silvestrii Pamp.
- Vitis sinocinerea W.T.Wang
- Vitis tiliifolia Humb. & Bonpl. ex Willd.
- Vitis treleasei Munson ex L.H.Bailey
- Vitis tsoii Merr.
- Vitis vinifera L. — Виноград культурный
- Vitis vulpina L.
- Vitis wenchouensis C.Ling ex W.T.Wang
- Vitis wilsonae Veitch ex R.H.Pearson
- Vitis wuhanensis C.L.Li
- Vitis xunyangensis P.C.He
- Vitis yunnanensis C.L.Li
- Vitis zhejiang-adstricta P.L.Chiu

Гибриды
- Vitis ×andersonii Rehder
- Vitis ×bourquiniana W.A.Taylor
- Vitis ×champinii Planch.
- Vitis ×doaniana Munson ex Viala
- Vitis ×novae-angliae Fernald
- Vitis ×slavinii Rehder